# Gasthof zum Goldenen Adler (Rheinfelden)

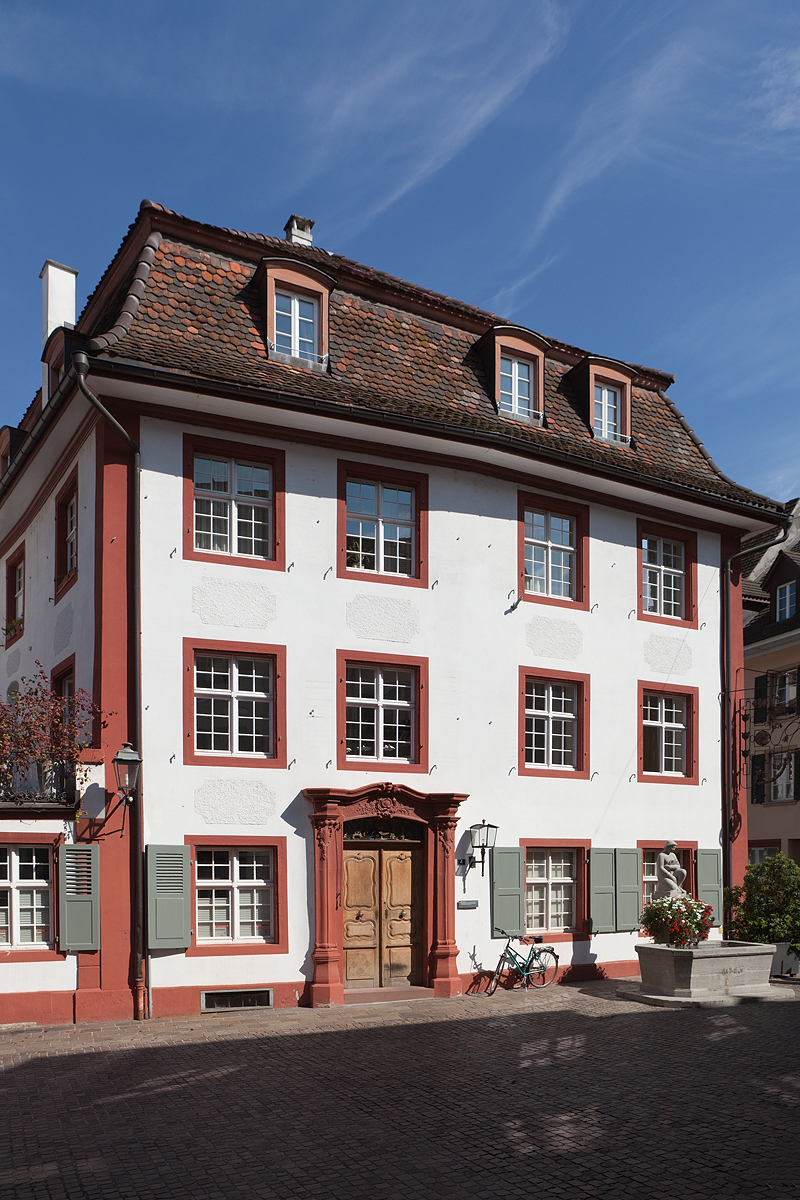
Südfassade am Obertorplatz

Der ehemalige Gasthof zum Goldenen Adler ist ein denkmalgeschütztes Wohngebäude in Rheinfelden im Kanton Aargau. Er befindet sich am Obertorplatz in der südöstlichen Ecke der Altstadt, in unmittelbarer Nähe des Obertorturms. Das barocke Bauwerk ist als Kulturgut von nationaler Bedeutung eingestuft.

## Geschichte
Der östliche Teil des Gebäudes reicht bis in die erste Hälfte des 14. Jahrhunderts zurück. Laut einer Kaufurkunde bestand dort seit mindestens 1580 eine Taverne. 1726 erwarb der Wirt Johann Caspar Schweickhardt die zwei westlich angrenzenden Liegenschaften. Die drei Häuser wurden daraufhin mit einer gemeinsamen Südfassade und einem Mansarddach zusammengefasst. Sein Sohn Franz Joseph liess 1765 das Gebäude zu einem repräsentativen Wohnhaus umbauen, das bis 1832 auch als Zollbüro diente. Danach betrieb die Familie Schweickhardt darin eine Spezerei- und Eisenwarenhandlung.
Ein neuer Besitzer richtete 1896 in dem Gebäude ein Solbadhotel ein. Zu diesem Zweck liess er den Dachstock ausbauen und eine angrenzende Scheune mit Gästezimmern ausstatten. 1946 erfolgte ein massiver Umbau des Erdgeschosses, von 1961 bis 1963 eine Fassadenrenovation. Die Gesamtrestaurierung in den Jahren 1994 bis 1996 war mit dem Umbau in ein Mehrfamilienhaus verbunden. Dabei stellte man mit der Entfernung nachträglich eingebauter Trennwände die ursprünglichen Raumverhältnisse wieder her.

## Bauwerk
Das ehemalige Gasthaus steht an exponierter Lage am Nordrand des Obertorplatzes, zwischen Geissgasse und Brodlaube. Sein dreigeschossiger Kopfbau mit vier Achsen wird durch ein Mansarddach zusammengefasst, die Fassade wird durch Ecklisenen mit blutroter Färbung gegliedert. Die variierenden Abstände der Achsen lassen die mittelalterlichen Vorgängerbauten erahnen. Verziert wird die Front von Pilastern, die mit üppigen Kapitellen geschmückt sind; darüber ist ein Gebälk mit feiner Rocaille-Kartusche gespannt. Die zweiflügelige Tür weist geschweifte Füllungen auf, hinzu kommen filigrane Oberlichtgitter. Die Ostfassade an der Geissgasse wird durch einen leicht abgeknickten, dreigeschossigen Trakt mit Satteldach geprägt, mit gekehlten Fenstergewänden im ersten Obergeschoss. Im Westen ist ein dreigeschossiges, zweiachsiges Nebenhaus mit flach geneigtem Krüppelwalmdach angebaut.
Im Anbau an der Brodlaube befindet sich im ersten Obergeschoss ein Saal. Er stammt aus der Spätzeit des Rokoko und wurde um 1765 ausgeschmückt. Schwungvolle Rocaillen verbinden sich mit dem Deckenstuck zu einem gestreckten Vierpass. Rocaillekartuschen umschliessen Landschaftsmalereien in den Ecken. Wandstuck im Louis-seize-Stil aus Blütengehängen mit gekreuzten Zweigen und Ährenbündeln prangt zwischen den Fenstern und über dem Cheminée aus Stuckmarmor. Die kunstvolle Ausstattung des Saales wird dem Stuckateur Johann Martin Fröwis aus Vorarlberg zugeschrieben.